# سعید بن زید
سعید بن زید ( ۶۰۰ – ۶۷۱) از صحابیون محمد پیامبر اسلام بود. طبق روایات اهل سنت او یکی از عشره مبشره یا ده نفر بشارت داده شده به بهشت است.